# Miquel Anton Martí i Cortada
Miquel Anton Martí i Cortada (* Ende 18. Jh. in Barcelona; † 17. Dezember 1864 ebenda) war ein katalanischer Schriftsteller und Lyriker in der Zeit der Katalanischen Renaixença. Er ist der Autor zahlreicher katalanischer Gedichte. Viele von diesen sind noch unveröffentlicht.
Martí war 1815 einer der Mitbegründer der Societat Filosòfica de Barcelona, der Philosophischen Gesellschaft von Barcelona. Seit 1844 war er Mitglied der Acadèmia de Bones Lletres in Barcelona. Ab 1862 fungierte er auch als Mitorganisator des neu eingerichteten, ursprünglich mittelalterlichen Dichterwettbewerbes der Jocs Florals in Barcelona.
1839 publizierte er das Gedicht La nina del port (Das Mädchen vom Hafen) in Diario de Barcelona und die Gedichtsammlung Llàgrimes de la viudesa (Tränen einer Witwe), der ersten Gedichtsammlung der Katalanischen Renaixença überhaupt. 1858 gab Antoni de Bofarull eine Sammlung seiner Gedichte in Los trobadors nous (Die neuen Troubadoure) heraus. 1864 erschien eine weitere Gedichtsammlung von Martí im Calendari català (Katalanischer Kalender) von F. P. Briz sowie die Anthologie La lluna (Der Mond). Martí übersetzte jeweils in Versform Teile von La Gerusalemme liberata von Torquato Tasso und Gli animali parlanti von Giovanni Battista Casti ins Katalanische. Beide Werke sind unveröffentlicht, wurden aber 1848 in katalanischer Sprache in der Acadèmia de Bones Lletres vorgetragen. Martí war einer der Autoren des Diccionari quintilingüe, des fünfsprachigen Wörterbuches (Katalanisch-Spanisch-Lateinisch-Französisch-Italienisch), das 1839 in der ersten und von 1842 bis 1848 in einer zweiten Auflage erschienen ist.